# Люблянський марафон
Марафон у Любляні — марафонський пробіг, що проводиться щороку на вулицях Любляни, Словенія. Перше видання марафону в Любляні відбулося 27 жовтня 1996 року. З самого початку в змаганнях брали участь і чоловіки, і жінки. Подія відбувається щороку у жовтні.

## Список переможців
Список переможців марафону в Любляні:
| Видання | Дата           | Переможці серед чоловіків | Країна   | Час     | Переможці серед жінок | Країна   | Час     |
| ------- | -------------- | ------------------------- | -------- | ------- | --------------------- | -------- | ------- |
| 21      | 30 жовтня 2016 | Мутай Лабан               | Кенія    | 2:09:16 | Пуріти Чангвони       | Кенія    | 2:29:32 |
| 20      | 25 жовтня 2015 | Ліменіх Гетачев           | Ефіопія  | 2:08:19 | Мелкам Гізав          | Ефіопія  | 2:25:42 |
| 19      | 26 жовтня 2014 | Ішшімаель Чемтан          | Кенія    | 2:08:25 | Жанет Роно            | Кенія    | 2:29:16 |
| 18      | 27 жовтня 2013 | Мулугета Вамі             | Ефіопія  | 2:10:26 | Кароліна Чепквони     | Кенія    | 2:27:27 |
| 17      | 28 жовтня 2012 | Берхану Шіферав           | Ефіопія  | 2:09:40 | Воркнеш Тола          | Ефіопія  | 2:30:45 |
| 16      | 23 жовтня 2011 | Даніель Кіпругут Ту       | Кенія    | 2:08:25 | Лидія Кургат          | Кенія    | 2:33:01 |
| 15      | 24 жовтня 2010 | Еванс Руто                | Кенія    | 2:10:17 | Тіруворк Меконнен     | Ефіопія  | 2:37:16 |
| 14      | 25 жовтня 2009 | Вілліям Біама             | Кенія    | 2:10:12 | Кароліна Кілел        | Кенія    | 2:25:24 |
| 13      | 26 жовтня 2008 | Абрахам Мулу              | Ефіопія  | 2:14:41 | Тетяна Меженцева      | Україна  | 2:37:13 |
| 12      | 28 жовтня 2007 | Олександр Сітковський     | Україна  | 2:12:49 | Тетяна Філонюк        | Україна  | 2:34:58 |
| 11      | 29 жовтня 2006 | Йоахім Ншімірімана        | Бурунді  | 2:14:14 | Інга Юуодешкіене      | Литва    | 3:01:55 |
| 10      | 23 жовтня 2005 | Самуель Нганга            | Кенія    | 2:15:47 | Даніела Грандовец     | Словенія | 2:50:42 |
| 9       | 24 жовтня 2004 | Йоахім Ншімірімана        | Бурунді  | 2:13:31 | Єлена Раздрогіна      | Росія    | 2:46:30 |
| 8       | 26 жовтня 2003 | Андрій Наумов             | Україна  | 2:13:58 | Галина Жулєва         | Україна  | 2:38:13 |
| 7       | 27 жовтня 2002 | Андрій Наумов             | Україна  | 2:14:30 | Галина Жулєва         | Україна  | 2:39:36 |
| 6       | 28 жовтня 2001 | Роман Кейцар              | Словенія | 2:22:57 | Нада Ротовнік Козєк   | Словенія | 3:09:47 |
| 5       | 22 жовтня 2000 | Патрік Чумба              | Кенія    | 2:13:35 | Марія Луїза Костетті  | Італія   | 3:08:38 |
| 4       | 24 жовтня 1999 | Воліє Яра                 | Ефіопія  | 2:20:53 | Людмила Петрова       | Росія    | 2:52:26 |
| 3       | 25 жовтня 1998 | Пйотр Поблоцкі            | Польща   | 2:18:20 | Гелена Яворнік        | Словенія | 2:32:33 |
| 2       | 26 жовтня 1997 | Чарлес Субано             | Кенія    | 2:19:28 | Гелена Яворнік        | Словенія | 2:40:05 |
| 1       | 27 жовтня 1996 | Роман Кейчар              | Словенія | 2:20:12 | Гелена Яворнік        | Словенія | 2:37:58 |